# 周崇厚
周崇厚，江西吉安府吉水縣人，明朝政治人物、進士出身。

## 生平
永樂十三年，登進士，授大理寺評事。